# Cerodrillia nicklesi
Cerodrillia nicklesi é uma espécie de gastrópode do gênero Cerodrillia, pertencente a família Drilliidae.